# منزل خنيس (المشنة)

تعديل مصدري - تعديل

منزل خنيس هي إحدى قرى عزلة انامر اسفل بمديرية المشنة التابعة لمحافظة إب، بلغ تعداد سكانها 323 نسمة حسب تعداد اليمن لعام 2004.